# Luigi Buzzi

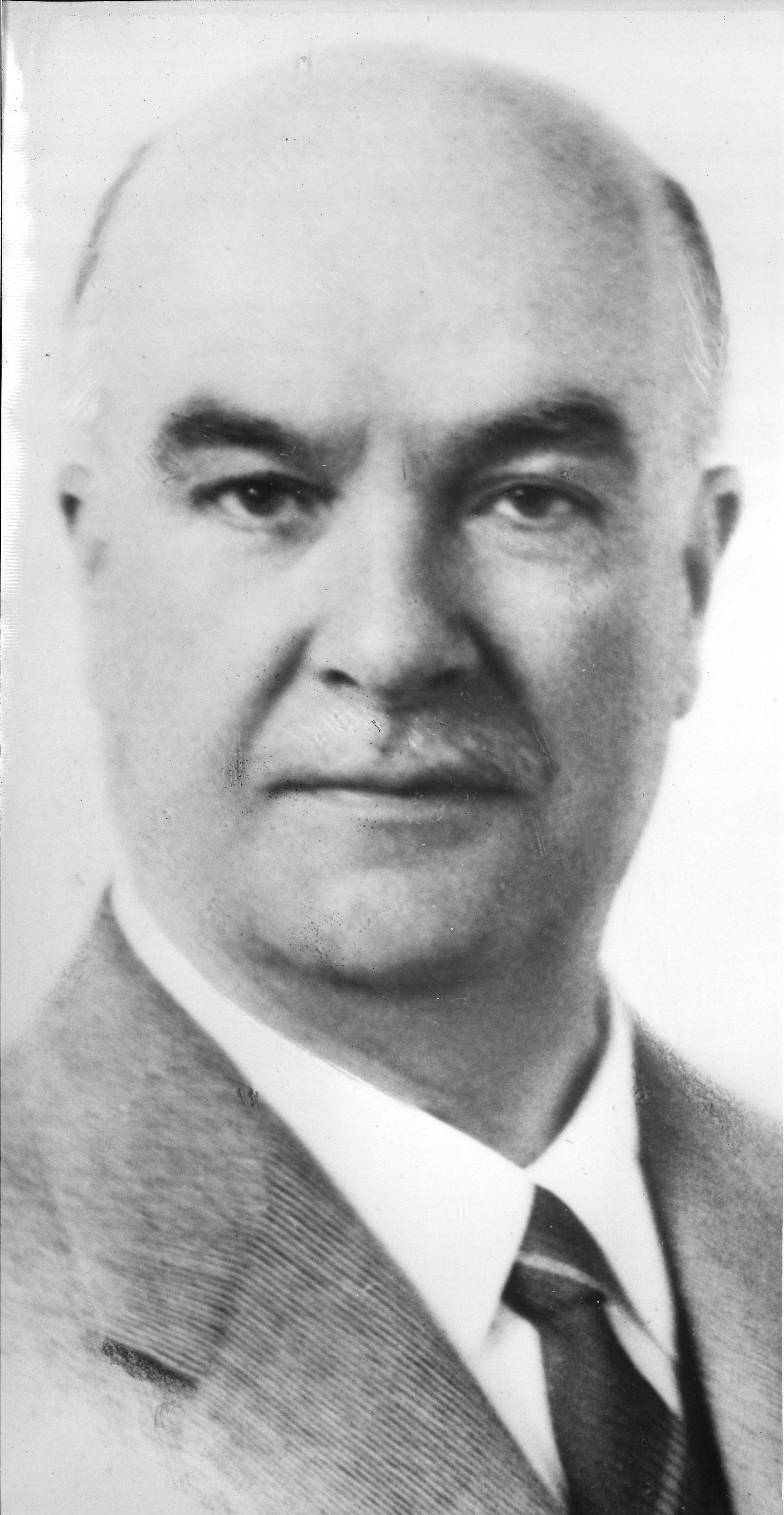
Luigi Buzzi (1907-1992)

Luigi Buzzi (Casale Monferrato, 22 gennaio 1907 – Casale Monferrato, 27 agosto 1992) è stato un imprenditore italiano del settore del cemento.

## Biografia
Luigi Buzzi nasce a Casale Monferrato il 22 gennaio 1907. Dopo gli studi secondari completa la sua istruzione presso l'Università degli Studi di Torino, dove si laurea nel 1928 in Scienze Economiche e Commerciali e nel 1935 in Giurisprudenza. Sposa Maria Benazzo (1908-1996) da cui ha ben undici figli, cinque dei quali entreranno nell’azienda di famiglia, la Fratelli Buzzi Spa (oggi Buzzi Unicem Spa), fondata dal padre nello stesso anno della sua nascita.
Luigi Buzzi è discendente di una stirpe di industriali del cemento. Entra in azienda poco più che trentenne, alla morte del padre Pietro, nel 1940, e si dimostra un cementiere lungimirante e coraggioso, animato da profondo senso etico e da una particolare attenzione al welfare aziendale. 
La sua presidenza, iniziata all’età di 44 anni, dura 26 anni, dal 1951 (subentra allo zio Antonio Buzzi) al 1977 quando, all’età di settant’anni, decide di ritirarsi per lasciare spazio al figlio primogenito che insieme ai fratelli lo affiancava in azienda già da anni e che a sua volta resterà in carica come presidente per 38 anni, fino al 2014.
Grande appassionato di sport (seguiva calcio, nuoto, pallavolo e tennis), amante della poesia, molto significativa è anche a sua presenza nel mondo associativo, sia industriale sia sociale. Nominato Cavaliere dell’Ordine al merito del lavoro il 2 giugno 1967, è stato presidente dell’AITEC dalla sua fondazione nel 1959 al 1968, vicepresidente dell’Unione Industriale di Alessandria, presidente del Rotary Club di Casale Monferrato e Governatore del Rotary Club Nord Ovest (184º distretto) per il biennio 1965-1966.
Muore a Casale Monferrato il 27 agosto 1992.